# 菅生翔平
菅生 翔平（すごう しょうへい、1989年10月11日 - ）は、宮城県を中心に活動するフリーアナウンサー・学習塾講師で、東北放送（TBC）の元アナウンサー。

## 来歴・人物
岩手県大船渡市の出身で、岩手県立一関第一高等学校への在学中には硬式野球部で活動していた。高校時代の同級生に同じ野球部だった阿部寿樹（東北楽天ゴールデンイーグルス内野手）や佐藤千尋（女子プロ野球の愛知ディオーネで内野手や外野手としてプレー）がおり、1学年先輩に藤原梨香（元テレビユー福島アナウンサー）がいる。
慶應義塾大学卒業後の2012年4月1日付で、アナウンサーとして東北放送（TBC）に入社。入社後は、スポーツ関連の番組・中継を担当するかたわら、2016年4月から『Nスタみやぎ』（平日夕方の宮城ローカル向け報道・情報番組）で月 - 水曜日のメインキャスターを務めていた。新日本プロレスの大ファンで、ラジオ番組へ出演した際に、新日本プロレスについて熱弁を振るうこともあった。
「両親も祖父も教員」という家庭で育ったことに加えて、「アナウンサーとして多数の人々や多様な業種と出会った経験を子どもたちに伝えたい」との意向をかねてから持っていることを背景に、2022年3月31日付で東北放送を退社。退社を機に、結婚と宮城県白石市への移住を経て、市内の学習塾で講師を務めている。ただし、アナウンサーとしての活動も、引き続き行っている。

## 担当番組

### 現在
- EAGLES BASEBALL GAMESHOW（Rakuten.FM TOHOKU・実況、2025年4月-）
- 直球勝負!イーグルスLIVE（リポーター）
- TBCパワフルベースボール（実況・リポーター）
  - TBCからの退社後も、東北楽天ゴールデンイーグルスの公式戦中継に出演。退社の翌日（2022年4月1日）にも、『RKBエキサイトホークス』（RKBラジオ）向けの裏送り方式で制作された楽天対福岡ソフトバンクホークス戦（楽天生命パーク宮城）中継の実況を任されていた。なお、現在は年1～2試合程度をリポーターで担当。

### 過去（TBCアナウンサー時代）
- One Switch Cafe（「ONE SWITCH PRESS」担当）
- テレビ○○TBC（先輩の粟津ちひろとともに出演）
- 地元スポーツ応援団スポッち!（2014年5月 - 2016年3月） - MC
- TBCニュース
- 河北新報ニュース
- Nスタみやぎ（月～水曜メインキャスター、2016年4月 -2022年3月 ）‐ 2012年6月 - 2016年3月まではスポーツコーナーも担当していた。